# Высшее образование на Украине

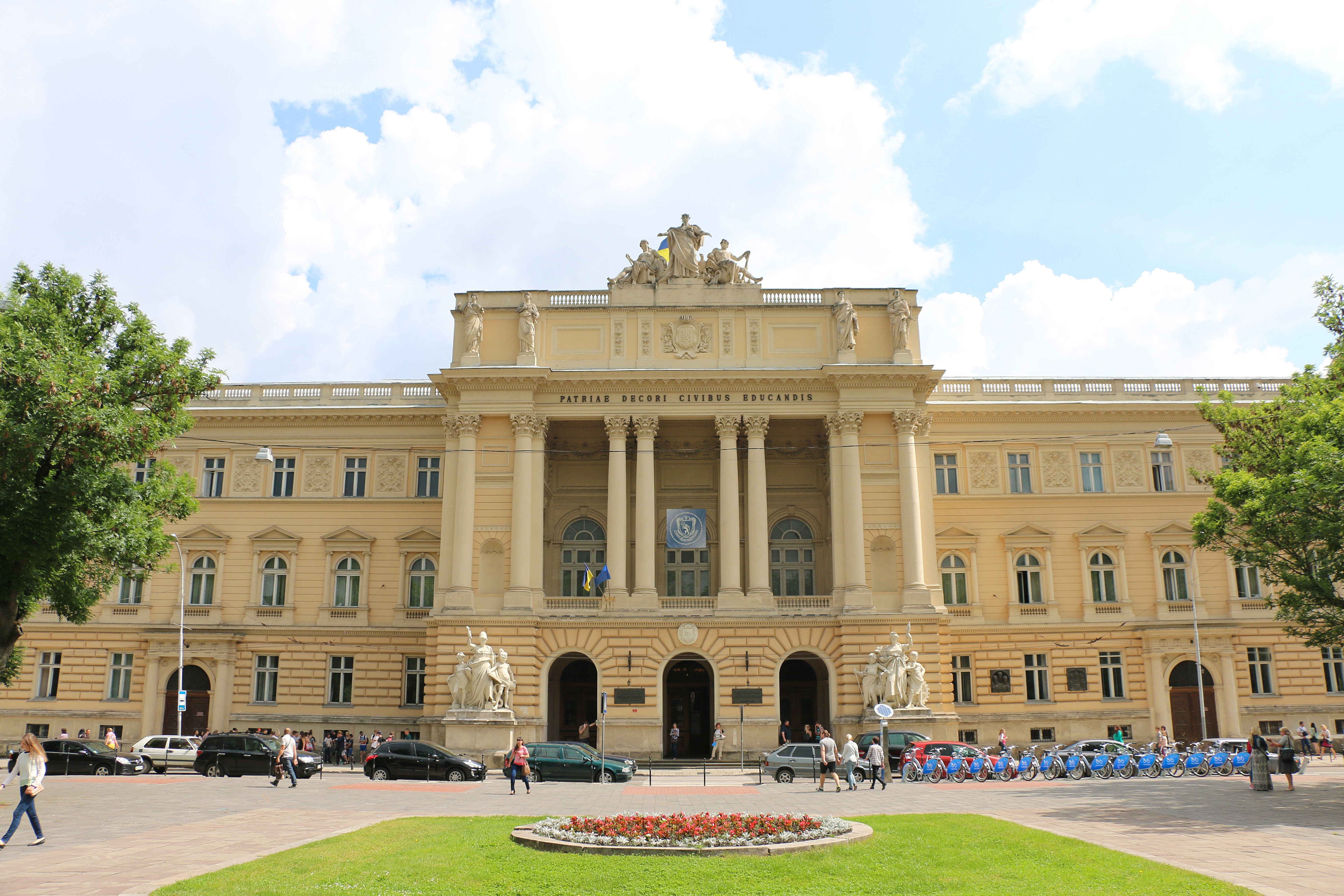
Львовский национальный университет имени Ивана Франко

Высшее образование на Украине в соответствии с действующим законодательством — это совокупность систематизированных знаний, умений и практических навыков, способов мышления, профессиональных, мировоззренческих и гражданских качеств, морально-нравственных ценностей, других компетентностей, полученных в заведении высшего образования (научном учреждении) в соответствующей области определённой квалификацией на уровнях высшего образования, которые по сложности выше, чем уровень полного общего среднего образования.

## История
- Старейший действующий вуз на территории Украины — Львовский национальный университет имени Ивана Франко. 20 января 1661 года указом польского короля Яна ІІ Казимира иезуитской коллегии во Львове был присвоен «статус академии и титул университета» с правом преподавания всех дисциплин и присвоения ученых степеней.
- в 1914/15 учебном году на территории Российской империи в границах УССР до 17.09.1939 полное высшее образование давали 19 высших учебных заведений[2].
- к 1917 году на Украине действовало 27 вузов, в которых обучалось свыше 35 тыс. студентов.

### Украинская ССР
- к началу 1938/39 учебного года в УССР насчитывалось 129 высших учебных заведений.
- Накануне Великой Отечественной войны сложилась университетская система на Украине, состоящая из шести классических университетов — Киевского, Харьковского, Львовского, Одесского, Днепропетровского и Черновицкого университетов. Сразу же после окончания войны и присоединения Закарпатья к Украине к ним добавился Ужгородский государственный университет.
- в результате укрупнения вузов с 1950 по 1960 гг. их количество в республике сократилось со 160 до 135 при одновременном увеличении количества студентов более чем вдвое: с 201,5 тыс. до 417,7 тыс.
- в 1958/59 учебном году на территории УССР работало 140 вузов[3], главными центрами высшего образования оставались Харьков, Киев, Одесса и Львов. В 1958 г. в этих городах находилось 70 вузов из 140, обучалось в них 59 % от общей численности студентов. В Харькове было 24 вуза, в Киеве — 18, в Одессе — 16, во Львове — 12 вузов.
- в 1975/76 уч. г. в 142 вузах обучалось 831,3 тыс. студентов[2].
- в 1984 г. в УССР функционировало 146 высших учебных заведений, в том числе университетов — 9, технических вузов — 50, сельскохозяйственных вузов — 17, вузов по экономике и праву — 10, пединститутов — 30, вузов по здравоохранению — 15, вузов по физкультуре и спорту — 3, культуре и искусству — 12.
- В 1990/1991 учебном году в стране насчитывалось 149 вузов.

### Украина за годы независимости
- В начале учебного года 1991/1992 на Украине было 910 вузов, в отношении 754 из которых были установлены первый и второй уровни аккредитации. Ещё к 156 вузам были установлены третий и четвёртый уровни аккредитации. В последующие годы количество вузов первого и второго уровней аккредитации постепенно уменьшалось, в то время как количество вузов третьего и четвёртого уровней аккредитации увеличивалось.
- На начало учебного года 2000/2001 в стране функционировало 979 вузов, из которых 664 были первого (техникум, училище и другие приравненные к ним высшие учебные заведения) и второго (колледжи и другие приравненные к нему вузы) уровней аккредитации, а ещё 315 — третьего (институт и консерватория) и четвёртого (институт, консерватория, академия, университет) уровней. В то же время на начало учебного года 2013/2014 вузов на Украине было 803, из которых 478 — первого и второго уровней аккредитации и 325 — третьего и четвёртого.
- С учебного года 2014/2015 число вузов значительно уменьшилось, поскольку перестали учитываться учебные заведения, находящиеся на неподконтрольной Киеву территории Донецкой и Луганской областей, а также в Крыму. В учебном году 2014/2015 на Украине функционировало 664 вуза, в 2015/2016 — 659, к началу учебного года 2016/2017 их осталось 657.
- Количество высших учебных заведений на Украине с 1991 года сократилось на 27,8 процента, — сообщили в Министерстве образования и науки страны.
- Министр образования и науки, молодежи и спорта Дмитрий Табачник в прошлом, считает, что для обеспечения образовательных потребностей населения Украине достаточно 90 высших учебных заведений. «Мировым параметрам отвечает показатель, когда один успешный университет соответствует 500—800 тысячам жителей страны. То есть если в Украине живут около 48 млн человек, значит, нам было бы достаточно порядка 90 высших учебных заведений». Министр образования и науки Анна Новосад (до 2020.03) считает оптимальным сокращение количества высших учебных заведений в Украине втрое: «Мне кажется, что если бы у нас было около 80 университетов, в три раза меньше, чем сейчас, то мы бы немного почистили систему».

## Современность
В 2013/2014 учебном году в стране насчитывалось 325 вузов.
Количество студентов вузов увеличилось с 881 000 в 1990/1991 до 2,4 млн в 2007/2008 годах. С 2007/2008 количество принимаемых в вузы абитуриентов превышает количество выпускников школ.
За последние десять лет самым значительным финансированием государственного заказа высшего образования было запланированное в 2007 году для сезона 2008 года; следующий пик пришёлся на 2013 год. При этом вырос разрыв между объёмам финансирования высшего и профессионально-технического образования — с 4 до 13 раз.
На 2015 год в стране насчитывается 520 вузов государственной (включая коммунальную) формы собственности и 144 частных, однако из них 277 — лишь III—IV уровня аккредитации. Среди вузов 175 — университеты и 66 — академии.

## Проблемы территориальной организации
С обретением независимости, образование многих высших учебных заведений на Украине проходило в ряде случаев без учёта территориальных потребностей. Так, к примеру, в небольшом городке Глухов с 34-тысячным населением действует Глуховский национальный педагогический университет имени Александра Довженко, в котором обучается более 5 тысяч студентов. Идентичная ситуация сложилась и в Острожской академии в небольшом городке Острог, в котором проживает всего 16 тысяч жителей.
С другой стороны, во многих больших городах — Красный Луч, Стаханов, Константиновка, Свердловск, Горишние Плавни, Ковель, Коростень, Шепетовка, Бердичев, Конотоп нет ни одного вуза, что крайне отрицательно отразилось на морально-социальной ситуации в этих населенных пунктах.

## Проблемы выпускников и студентов
Согласно опросу проведенному Исследовательским центром Международного кадрового портала «hh.ua» в июле 2016 года, более половины украинцев работает не по специальности, а каждый третий сменил профессию сразу после окончания вуза. Среди тех, кто работает по специальности, больше юристов, финансистов и медиков. Согласно данным опроса, жалеют о выборе профессии чаще всего медработники.
Многие иностранные студенты, проходящие обучение на Украине свидетельствуют, что они часто становятся жертвами нападений скинхедов и подвергаются избиениям. При этом по мнению учащихся ксенофобские настроения в украинском обществе находятся на подъёме, а сам социум легко примиряется с агрессией по отношению к приезжим (см. ксенофобия на Украине).

## Репутация
По мнению ректора Эксетер-колледж (Оксфордский университет) Френсис Кернкрос украинская система образования слишком эгоцентрична, корумпирована (см. коррупция на Украине) и недостаточно обеспечена финансовыми средствами для выполнения своих функций на достойном уровне. Шведский экономист Андерс Ослунд заметил, что на Украине наихудшим является качество докторского обучения. Например, Всемирный экономический форум поставил украинское образование деловому администрированию на 116 место из 142-х возможных. При этом, ситуация ничем не лучше в сфере обучения экономике, праву и иностранным языкам по причине всепроникающей коррупции и устаревших методических программ.
По оценке профессора О. Базалука украинское образование превратилось в фикцию, украинские дипломы о среднем и высшем образовании не соответствуют мировому уровню, а большинству выпускников не удаётся обрести даже элементарных знаний и навыков. Из-за коррупции и неэффективной государственной политики в системе образования украинское общество начало демонстрировать черты, которые раньше не были заметны: агрессивность, грубость, нетерпимость, безразличие к окружающим и т. п.